# Thorvald Aagaard
Thorvald Aagaard (8. juni 1877 på Rolfstedgaard, Rolsted – 22. marts 1937 i Ringe) var en dansk komponist, organist og højskolelærer.
Han skrev bl.a. melodierne til "Spurven sidder stum bag kvist" og "Jeg ser de bøgelyse øer". Han, Carl Nielsen, Oluf Ring og Thomas Laub regnes for fornyerne af den danske folkelige sang.
Til minde om Aagaard etablerede Ryslinge Valgmenighed, hvor Aagaard i en årrække var organist, i 2005 Th. Aagaards Plads med en skulptur udført af Søren West. I 2009 udgav organist og komponist Povl Chr. Balslev bogen Th. Aagaard - komponist og musikformidler i den folkelige sangs tjeneste på forlaget Odense bys museer.